# 크라스놀레셰

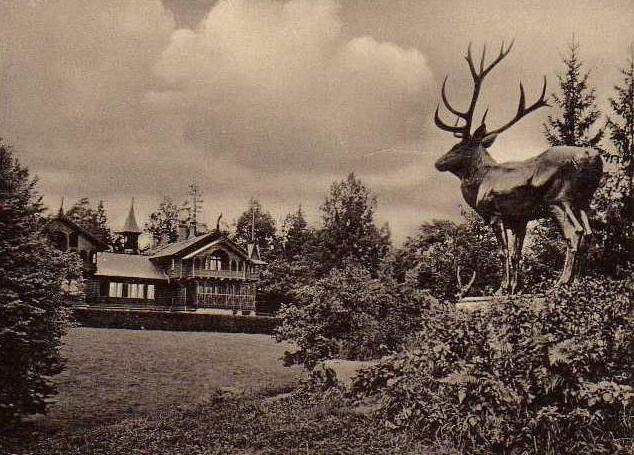

크라스놀레셰(러시아어: Краснолесье, 붉은 숲이라는 뜻; 독일어: Rominten, Groß-Rominten, Hardteck;폴란드어: Rominty Wielkie; 리투아니아어: Raminta, Rominta)는 칼리닌그라드주의 도시이다. 크라스노야 강이 통과해서 흐른다. 폴란드에 접해 있고, 동쪽에는 비슈티티스호가 위치해 있다.